# 3481 Xianglupeak
3481 Xianglupeak је астероид главног астероидног појаса чија средња удаљеност од Сунца износи 2,239 астрономских јединица (АЈ).
Апсолутна магнитуда астероида је 13,2.